# Colaranea viriditas
Espèce
Synonymes
- Epeira viriditas Urquhart, 1887
- Epeira discolora Urquhart, 1887
- Epeira flavomaculata Urquhart, 1890
- Epeira galbana Urquhart, 1891

Colaranea viriditas est une espèce d'araignées aranéomorphes de la famille des Araneidae.

## Distribution
Cette espèce est endémique de Nouvelle-Zélande.

## Publication originale
- Urquhart, 1887 : On new species of Araneida. Transactions of the New Zealand Institute, vol. 19, p. 72-118.